# Соса, Артуро
Артуро Соса Абаскаль (исп. Arturo Sosa Abascal; (р. 12 ноября 1948, Каракас, Венесуэла) — венесуэльский римско-католический священник, иезуит, доктор политологии, провинциал иезуитов в Венесуэле (1996—2004). 14 октября 2016 года на 36-й Генеральной конгрегации Общества Иисуса в Риме избран 31-м генералом Общества Иисуса.

## Биография
Артуро Марселино Соса Абаскаль родился 12 ноября 1948 года в Каракасе, Венесуэла. Вступил в Орден иезуитов в 1966 и 30 июля 1977 года был рукоположен в священника. Получил степень лиценциата философии в Католическом университете им. Андреса Бельйо (1972) и докторскую по политологии в Центральном университете Венесуэлы.
В течение 1996-2004 годов Артуро Соса был провинциальным настоятелем иезуитов в Венесуэле. На 35-й Генеральной конгрегации иезуитов в 2008 году его избрали генеральным консультором главного настоятеля Общества Иисуса в Риме в. Адольфо Николаса. В 2014 году Артуро Соса вошел в Генеральную курию как делегат генерала для межпровинциальных домов и трудов Общества Иисуса в Риме. Эти институции подчиняются непосредственно генеральному настоятелю иезуитов. Среди них: Папский григорианский университет, Папский Библейский Институт, Папский восточный институт и Ватиканская обсерватория, и много международных колледжей и резиденций.
Много лет посвятил педагогической и исследовательской деятельности. Десять лет был ректором Католического университета Тачири. Большинство его исследований и опубликованных научных работ посвящены политике и истории Венесуэлы.
Владеет испанским, итальянским, английским языками, понимает французский.

## Генерал Общества Иисуса
14 октября 2016 года 36-я Генеральная конгрегация иезуитов выбрала а. Артуро Сосу генеральным настоятелем Общества Иисуса. Таким образом он стал 31-м генералом иезуитов после Адольфо Николаса, который 3 октября 2016 года отрекся от должности в связи с состоянием здоровья и преклонным возрастом.